# 奥梅 (马恩省)
奥梅（法語：Omey，法語發音：[ɔmɛ]）是法国马恩省的一个市镇，属于香槟沙隆区。

## 地理
奥梅（48°50'56"N, 4°29'39"E）面积3.94 平方千米，位于法国大東部大區马恩省，该省份为法国东北部内陆省份，北起阿登省，西北接埃纳省，西南接塞纳-马恩省，南至奥布省，东南接上马恩省，东临默兹省。
与奥梅接壤的市镇（或旧市镇、城区）包括：波尼、马恩河畔拉绍塞、谢普拉普赖里、弗朗什维尔。

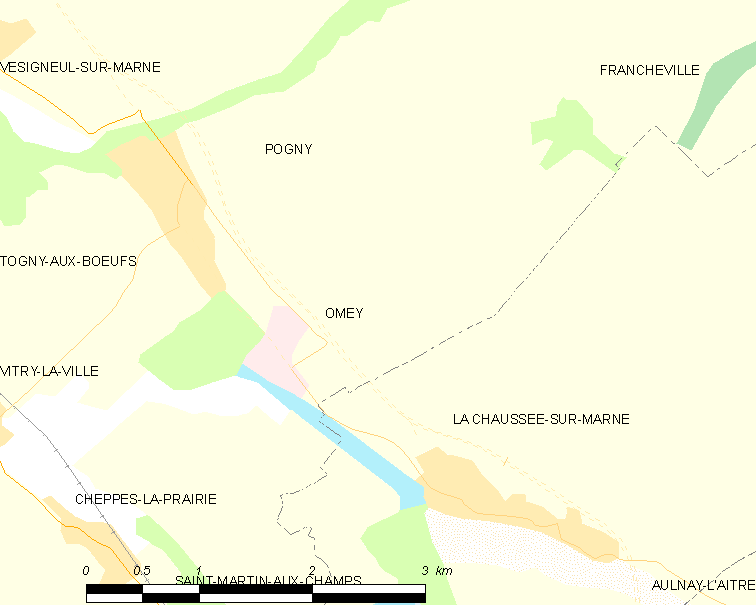
的OSM定位图

奥梅的时区为UTC+01:00、UTC+02:00（夏令时）。

## 行政
奥梅的邮政编码为51240，INSEE市镇编码为51415。

## 政治
奥梅所属的省级选区为香槟沙隆第三县。

## 人口

1962-2008年间人口变化图示

奥梅于2022年1月1日时的人口数量为201人。